# 10516 Sakurajima
10516 Sakurajima este un asteroid din centura principală de asteroizi.

## Descriere
10516 Sakurajima este un asteroid din centura principală de asteroizi. A fost descoperit pe 1 noiembrie 1989 la Kagoshima de Masaru Mukai și Masanori Takeishi. Asteroidul prezintă o orbită caracterizată de o semiaxă mare de 2,42 ua, o excentricitate de 0,22 și o înclinație de 2,7° în raport cu ecliptica.